# Herington
Herington es una ciudad ubicada en el de condado de Dickinson en el estado estadounidense de Kansas. En el año 2010 tenía una población de 2526 habitantes y una densidad poblacional de 459,27 personas por km².

## Geografía
Herington se encuentra ubicada en las coordenadas 38°40′19″N 96°56′44″O / 38.67194, -96.94556 (38.671990, -96.945423).

## Demografía
Según la Oficina del Censo en 2000 los ingresos medios por hogar en la localidad eran de $28,333 y los ingresos medios por familia eran $36,696. Los hombres tenían unos ingresos medios de $28,359 frente a los $15,515 para las mujeres. La renta per cápita para la localidad era de $16,526. Alrededor del 8.2% de la población estaban por debajo del umbral de pobreza.